# Andrej Holm
Andrej Holm (né le 8 octobre 1970 à Leipzig) est un sociologue allemand qui enseigne à l'université Humboldt de Berlin. Il est spécialiste de la gentrification en Allemagne.

## Arrêté pour terrorisme
Après avoir engagé des recherches Internet sur des mots-clé tels que "gentrification" et "inégalité", utilisés par une organisation radicale identifiée comme terroriste, le "militante gruppe (mg)", l'Office fédéral de police criminelle allemand (Bundeskriminalamt, BKA) décida que Holm était « hautement suspect » et entreprit de le surveiller.
Le 31 juillet 2007, le BKA perquisitionne son bureau et son domicile, et place Holm en garde à vue. 
Chefs d'inculpation retenus : 
- sa participation à une rencontre avec le groupe terroriste en ayant accepté de ne pas prendre son téléphone portable, ce qui est interprété comme une attitude conspiratrice.
- une rencontre avec un homme impliqué dans une tentative d'incendie dans une base militaire allemande[2].

Il est détenu jusque fin août en isolement dans la prison de Moabit à Berlin, mis en liberté conditionnelle avant que la cour fédérale allemande n'annule  le mandat d'arrêt en octobre 2007.
Des sociologues ont fortement critiqué les accusations proférées.